# Rhaphischismatidae
De Rhaphischismatidae zijn een familie van uitgestorven weekdieren uit de klasse van de Gastropoda (slakken).

## Geslacht
- Rhaphischisma Knight, 1936 †